# احمد دانشمند
احمد دانشمند، متولد 1320، نویسنده و پژوهشگر تاریخ و فرهنگ استان هرمزگان است. او در دوره بیست و چهارم مجلس شورای ملی بعنوان نماینده بندرعباس از استان هرمزگان در مجلس شورای ملی حضور داشت.

تالیفات
احمد دانشمند نویسنده رمان "خنیاگران و بردگان" است که در سال 1400 منتشر شد. آن چنان که در بخشی از این کتاب آمده است، "خنیاگران و بردگان" داستان بردگانی است که از حدود قرن هجدهم میلادی از آفریقای شمالی، اتیوپی و سومالی به سواحل خلیج فارس آورده شدند و به عنوان کارگر مزارع، غواص، صیاد مروارید، و نوکر و کلفت در خانه های ثروتمندان به کار گرفته شدند. این بردگان در کنار کار طاقت فرسا و مشقاتی که تحمل می کردند مروج فرهنگ موسیقایی سرزمین هایشان هم بودند. بخش مهمی از موسیقی جنوب ایران و به ویژه استان هرمزگان وامدار تلاش های آن نوازندگان و سرایندگان است.
احمد دانشمند در این کتاب، در کنار داستان اصلی، به معرفی برخی از آیین ها، واژه ها، و اصطلاحات کهن فرهنگ مردم استان هرمزگان نیز پرداخته است.
"کوته نبشته ها و داستانک ها" دومین کتاب احمد دانشمند است که در سال 1403 توسط انتشارات نسیم بادگیر منتشر شده است. این کتاب مجموعه ای متنوع از تاملات روزانه نویسنده در خصوص مسائل گوناگون فکری، فلسفی، علمی و اجتماعی است که در قالب گزیده گویی، تک گویی، داستان کوتاه و مقاله نوشته است. متن زیر، قطعه ای از یکی از اشعار احمد دانشمند در کتاب "کوته نبشته ها و داستانک ها" است:
من چه ها خواهم شد؟
آب بخار شده ای که بار دیگر سر در آورده از دریا؟
یا تفی خشک شده بر لبان تشنه ای راه گم کرده در کویری بی آب؟
من چه خواهم شد؟
قسمتی ناچیز از پای هزارپایی لگدمال شده بر زیر پای گربه ای در کوچه ای؟
یا جزیی از ناخن شکسته دست زنی که از شکستنش رنج میبرد و با حسرت نگاه میکند آن را؟
من چه خواهم شد؟